# Zeca Camargo
José Carlos Brito de Ávila Camargo (Uberaba, 8 de abril de 1963), mais conhecido como Zeca Camargo é um  apresentador, jornalista e escritor brasileiro.

## Biografia
Zeca nasceu em Uberaba, é filho da artesã Maria Inez de Brito Camargo e do médico Saul de Ávila Camargo, tem 3 irmãos: Luís Carlos, Carlos Eduardo e Mariana. É sobrinho e afilhado do poeta Cacaso, uma de suas maiores referências desde criança.

## Carreira
Iniciou sua carreira como repórter no mundo da música em 1987 quando trabalhava na Folha de S.Paulo. Foi correspondente do jornal em Nova York no ano seguinte.
Na MTV Brasil, tornou-se diretor de jornalismo e apresentou o programa MTV no Ar. Em 1994, apresentou o programa Fanzine na TV Cultura e mais tarde virou colunista e editor da revista Capricho. Depois disso, em 1996, foi chamado pela Rede Globo para ser repórter do Fantástico. Fez a série de reportagens "Aqui se Fala Português", e "A Fantástica Volta ao Mundo", primeira série de reportagens totalmente gerada pela internet e não por satélite. Fez quatro voltas ao mundo; criou o quadro Altos Papos e entrevistou os principais nomes da música brasileira e internacional. Também no canal foi um dos criadores e apresentador do reality show No Limite, apresentando até a sua quarta edição, em 2009. Escreveu um blog no portal G1, duas vezes por semana. Seu livro "A fantástica Volta ao Mundo" foi um best seller. É colunista do caderno de Turismo da Folha de S.Paulo.
Em novembro de 2013, após 18 anos como apresentador do Fantástico, assume o comando do Vídeo Show, e em 2015, estreia no programa semanal É de Casa.
Escreveu um guia virtual de Paris, "Eu Ando Pelo Mundo: Paris", pela E-galaxia. Seu livro mais recente é a biografia da cantora Elza Soares: "Elza".
Foi um dos apresentadores do É de Casa, mas também já esteve no comando do primeiro reality show da televisão brasileira, o No Limite da 1ª à 4ª edições e do jornalístico programa dominical, Fantástico. Zeca ficou de 1996 a 2020 na Rede Globo.
Em 3 de julho de 2020, foi contratado pela Band em busca de acumular dupla função: a de apresentador e também de diretor de executivo de produção da sua nova casa.

## Comentário sobre Cristiano Araújo
Em 2015, durante uma comoção nacional pelo falecimento do cantor sertanejo Cristiano Araújo, Zeca fez uma crônica; o comentário foi feito na noite do dia 28 de junho de 2015, quatro dias depois do acidente, durante o Jornal das Dez para a GloboNews. Zeca afirmou que "de uma hora para outra, fãs e pessoas que não tinham ideia de quem era o artista sertanejo partiram para o abraço coletivo" e que "muita gente estranhou a comoção repentina diante da morte trágica do cantor. A surpresa, porém, não é ao fato dele ser ao mesmo tempo tão famoso e tão desconhecido". Os comentários geraram controvérsia na Internet e fãs criaram páginas e memes para criticar o jornalista, até outros cantores do meio sertanejo publicaram fotos com a mãos estampadas no ouvido mostrando repúdio ao comentário. Ao se desculpar durante o Video Show, cometeu outra gafe ao chamar o cantor pelo nome do jogador português Cristiano Ronaldo.
Devido a crônica, Zeca teve que pagar uma indenização para a família de Cristiano, com o processo elaborado pelo pai do artista João Reis de Araújo.

## Filmografia

### Televisão
| Ano           | Título                           | Cargo                    | Notas                         |
| ------------- | -------------------------------- | ------------------------ | ----------------------------- |
| 1990–92       | Semana Rock MTV                  | Apresentador             |                               |
| 1990–94       | MTV no Ar                        | Apresentador             |                               |
| 1994          | Fanzine                          | Apresentador             |                               |
| 1996–07       | Fantástico                       | Repórter                 |                               |
| 2007–13       | Fantástico                       | Apresentador             |                               |
| 1997          | Som Brasil                       | Apresentador             |                               |
| 1998–2001     | Show da Virada                   | Apresentador             |                               |
| 2000–09       | No Limite                        | Apresentador             |                               |
| 2002          | Hipertensão                      | Apresentador             |                               |
| 2003          | O Jogo                           | Apresentador             |                               |
| 2013–15       | Vídeo Show                       | Apresentador             |                               |
| 2015–20       | É de Casa                        | Apresentador             |                               |
| 2017          | Os Dias Eram Assim               | Apresentador do festival | Episódios: "4–15 de setembro" |
| 2020          | Amor de Mãe                      | Ele mesmo                | Episódio: "5 de fevereiro"    |
| 2021          | Música na Band                   | Apresentador             |                               |
| 2021–22       | Zeca pelo Brasil                 | Apresentador             |                               |
| 2022–23       | 1001 Perguntas                   | Apresentador             |                               |
| 2023–24       | Band Folia: Carnaval de Salvador | Apresentador             |                               |
| 2023          | Papo com Sabor                   | Apresentador             |                               |
| 2023–24       | Melhor da Noite                  | Apresentador             |                               |
| 2024–presente | Passaporte                       | Apresentador             |                               |

### Internet
| Ano           | Título            | Cargo        |
| ------------- | ----------------- | ------------ |
| 2021–presente | Splash Show       | Apresentador |
| 2021–presente | Splash Entrevista | Apresentador |